# عين الدبس
عين الدبس بلدة عراقية ومركز لناحية مكحول شمال قضاء بيجي في محافظة صلاح الدين، وسط شمال جمهورية العراق، مساحتها 1418 كم وفقاً لإحصاءات الجهاز المركزي للإحصاء المنشور سنة 1985م،، عين الدبس مركز لجلب الحجارة من جبل مكحول، يمر بها طريق بغداد الموصل فيقسمها قسمين، ويمر بغربها قطارُ بغداد الموصل قادماً من الجنوب من محطة قطار بيجي على بعد 35 كيلومتراً، رقم مقاطعة عين الدبس هو 86، وحدودها من الشرق كلٌ من مقاطعة 90 سفح جبل مكحول، ومقاطعة 28 المسحك ومقاطعة 27 الزوية، وحدودها من الشمال مقاطعة 87 البلايج، ومن الغرب مقاطعة 29 جزيرة الشرقاط، ومقاطعة 84 بكة والعجري، ومن الجنوب مقاطعة 24 حليوات ومقاطعة 85 خربة السلطان.